# Шевченка (Василівський район)
Шевче́нка — село в Україні, у Василівській міській громаді Василівського району Запорізької області. Населення становить 406 осіб. До 2020 орган місцевого самоврядування - Скельківська сільська рада.

## Географія
Село Шевченка знаходиться за 3 км від лівого берега Каховського водосховища (Дніпро), на відстані 1 км від села Першотравневе. Поруч проходять автомобільна дорога Р37 та залізниця, станція Орлянка за 1,5 км.

## Історія
- 1924 — дата заснування.
- 12 червня 2020 року, відповідно до Розпорядження Кабінету Міністрів України від № 713-р «Про визначення адміністративних центрів та затвердження територій територіальних громад Запорізької області», увійшло до складу Василівської міської громади[1].
- 19 липня 2020 року, в результаті адміністративно-територіальної реформи та ліквідації колишнього Василівського району (1923—2020), село увійшло до складу новоутвореного Василівського району[2].

## Населення

### Мова
Розподіл населення за рідною мовою за даними перепису 2001 року:
| Мова            | Кількість | Відсоток |
| --------------- | --------- | -------- |
| українська      | 364       | 89.66%   |
| російська       | 28        | 6.88%    |
| циганська       | 8         | 1.97%    |
| гагаузька       | 1         | 0.25%    |
| грецька         | 1         | 0.25%    |
| інші/не вказали | 4         | 0.99%    |
| Усього          | 406       | 100%     |